# Сожжение Вашингтона
24 августа 1814 года, после поражения американцев в битве у Бладенсберга в ходе англо-американской войны 1812—1815 годов, британские войска под командованием генерал-майора Роберта Росса оккупировали город Вашингтон и сожгли многие правительственные здания, включая Белый дом и Капитолий, а также некоторые другие. Приказ британского командующего поджигать только общественные здания в сочетании со строгой дисциплиной в рядах британских войск позволили избежать повреждения частных городских строений. Атака на Вашингтон была частью операции возмездия американцам за рейд на Порт-Довер.
Вплоть до 11 сентября 2001 года это событие оставалось единственной иностранной атакой на Вашингтон.
Также это был единственный случай со времен Войны за независимость, когда столица Соединённых Штатов была захвачена.

## Причины нападения
После поражения и изгнания Наполеона в апреле 1814 года Британия наконец оказалась в состоянии направить высвободившиеся войска и флот на войну против Соединённых Штатов. Граф Генри Батерст, государственный секретарь по вопросам войны и колоний, направил войска на Бермуды, откуда осуществлялось командование блокадой американского побережья и управление оккупированными прибрежными островами во время войны. Эта группировка первоначально предназначалась для отвлечения сил американцев во время их кампании в Канаде. Ранее в 1814 году главнокомандующим Королевским флотом был назначен вице-адмирал сэр Александр Кокрейн. Он планировал в ходе боевых действий против США провести атаки на Вирджинию и Новый Орлеан.
Британской эскадрой в Чесапикском заливе с предыдущего года командовал контр-адмирал Джордж Кобёрн. 25 июня он писал Кокрейну, что оборона региона была слабой и несколько крупных городов были уязвимы для нападения. Кокрейн предлагал атаковать Балтимор, Вашингтон и Филадельфию. 17 июля Кобёрн рекомендовал избрать Вашингтон в качестве цели, поскольку сравнительная легкость его захвата «произведет большой политический эффект».
Дополнительным мотивом для британцев атаковать американские города была идея возмездия за те действия, которые они называли «бессмысленным разорением частной собственности вдоль северного побережья озера Эри» американскими войсками в мае того же года, наиболее заметным из которых был рейд на Порт-Довер. 2 июня 1814 сэр Джордж Прево, генерал-губернатор Канады, писал Кокрейну в Адмиралтейство Бэйлис Бэй на Бермудах, призывая его к возмездию за разграбление американцами частной собственности мирных граждан, так как подобные действия нарушают законы войны:
…вследствие недавнего бесчестного поведения американских войск во время бессмысленного разрушения частной собственности на северном побережье озера Эри, с тем, чтобы, если война с Соединенными Штатами будет продолжена, и если Вы сочтете это целесообразным, поспособствовать в нанесении возмездия в той мере, которая должна сдержать противника от повторения впредь подобных бесчинств.
18 июля Кокрейн в приказе к Кобёрну информировал его, что, чтобы «удержать противника от повторения подобных безобразий… настоящим предписывается Вам уничтожить и опустошить такие города и области, которые Вы сочтете уязвимыми». Кокрейн также установил: «Вы пощадите лишь жизни невооружённых жителей Соединённых Штатов».

## События

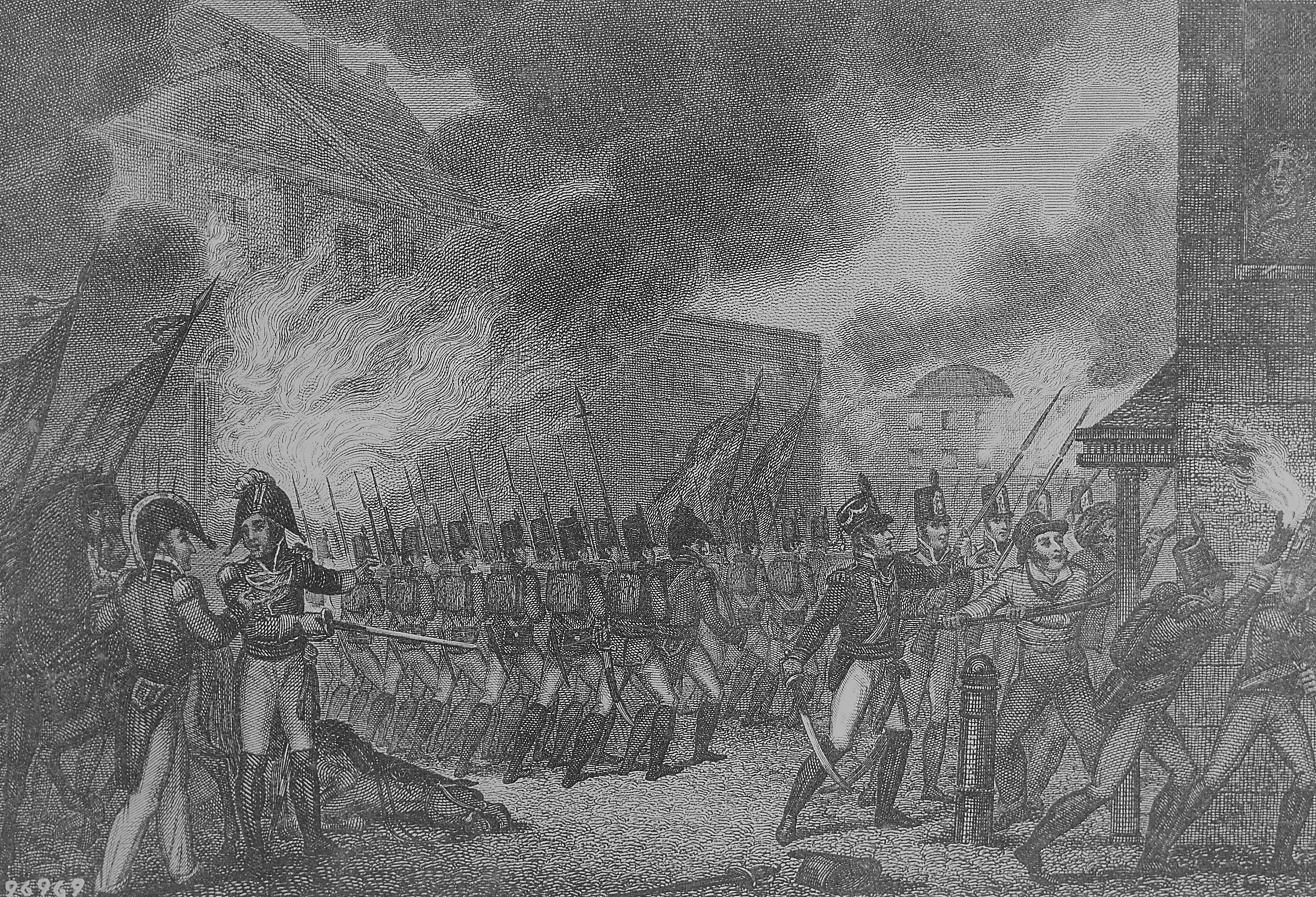
Захват Вашингтона. Гравюра из Истории Англии Поля де Рапина

Британские силы численностью до 2500 солдат под командованием генерала Роберта Росса были перевезены на Бермуды с помощью HMS Royal Oak, трех фрегатов, трех шлюпов и десяти других судов.
Подойдя по реке Патаксент, объединённые британские морские и сухопутные силы выбили мэрилендскую милицию из «Равнин» — плантации на южном берегу реки, которая использовалась как лагерь и наблюдательный пункт ополченцев. Акция британских сил у Равнин были частью действий, направленных на нейтрализацию любого потенциального сопротивления милиции Мэриленда против последующей высадки британских войск 19 августа 1814 года. Высадившиеся британские офицеры пригрозили жителям разрушением собственности. Их угрозы привели к тому, что местное ополчение не решилось противодействовать интервентам. Мэрилендская милиция предположительно отступила к ферме Честерс-хилл. После нейтрализации сопротивления американцев Королевские морские пехотинцы под командованием Кобёрна и Росса 19 августа высадились у Бенедикта, штат Мэриленд. 24 августа в битве при Бладенсбёрге британские войска разгромили американскую флотилию Чесапикского залива, отряд американских морских пехотинцев и американскую милицию.
Сразу же после сражения британцы выслали передовой отряд на Капитолийский холм. Генерал-майор Росс отправил отряд под парламентерским флагом для согласования условий, но тот был атакован ополченцами, засевшими в доме на углу Мэриленд-авеню, Конститьюшн-авеню и Секонд-стрит. Это было единственное сопротивление, которое солдаты встретили в пределах города. Дом был подожжен и британцы подняли свой флаг над Вашингтоном.
Вскоре после этого были подожжены здания Сената и Палаты представителей (центральная ротонда тогда ещё не была возведена и не соединяла их). Интерьеры обоих зданий, в том числе и библиотека Конгресса, были уничтожены, хотя толстые стены и проливной дождь, вызванный ураганом, позволили сохранить внешний вид. Томас Джефферсон позже продал государству свою библиотеку из более чем шести тысяч томов, чтобы восстановить библиотеку Конгресса.
Президент Мэдисон и члены правительства и военного командования во время британского наступления бежали из города. В конечном итоге они нашли убежище на ночь в Бруквилле — маленьком городке в округе Монтгомери, который известен теперь как Столица на один день. Президент провел ночь в доме Калеба Бентли — квакера, проживавшего и работавшего в Бруквилле. Дом Бентли, известный теперь как Дом Мэдисона, до сих пор стоит в Бруквилле.

## Белый дом и Капитолий

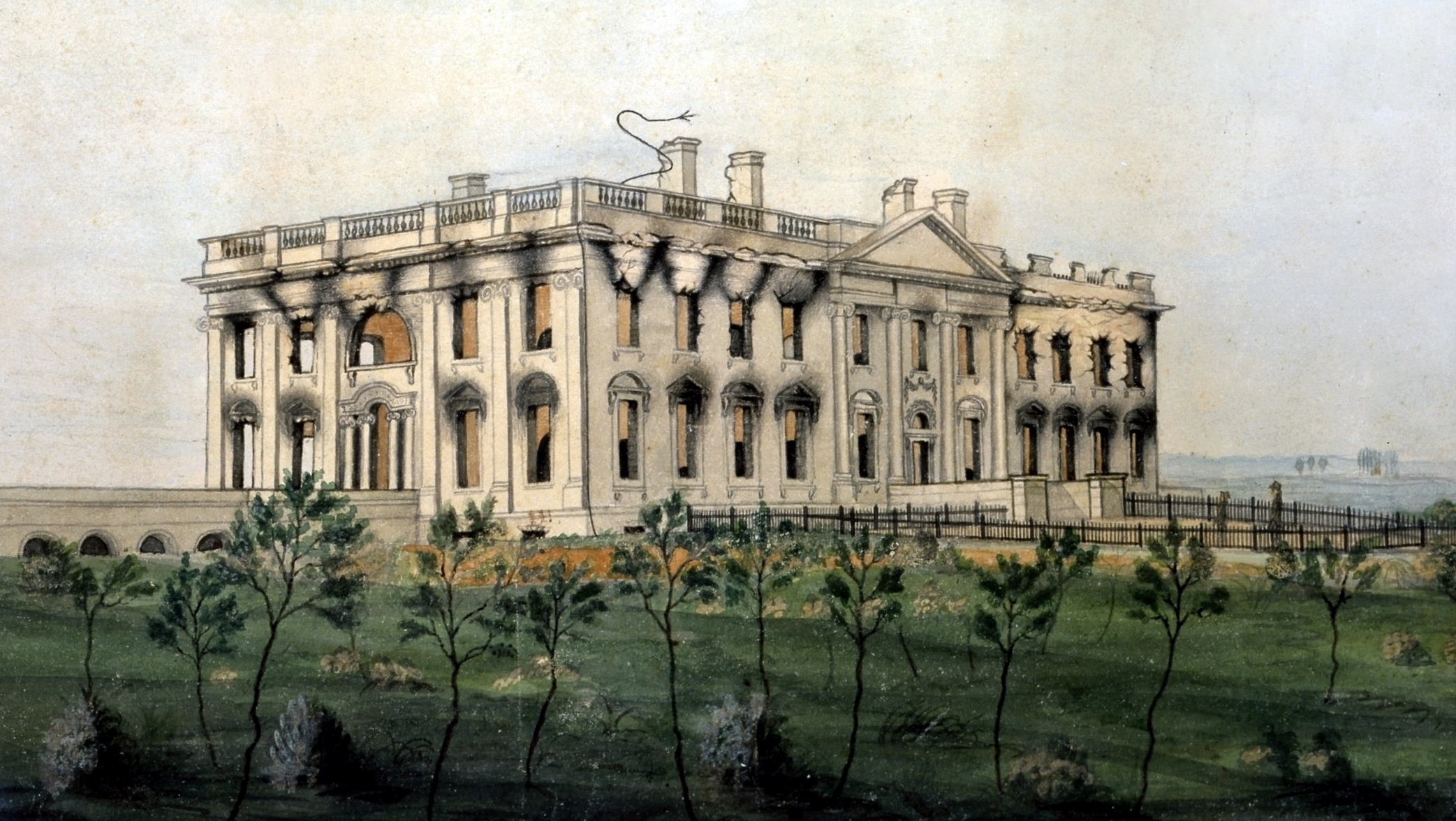
Руины Белого дома после большого пожара 24 августа. Акварель Джорджа Манджера, выставленная в Белом доме

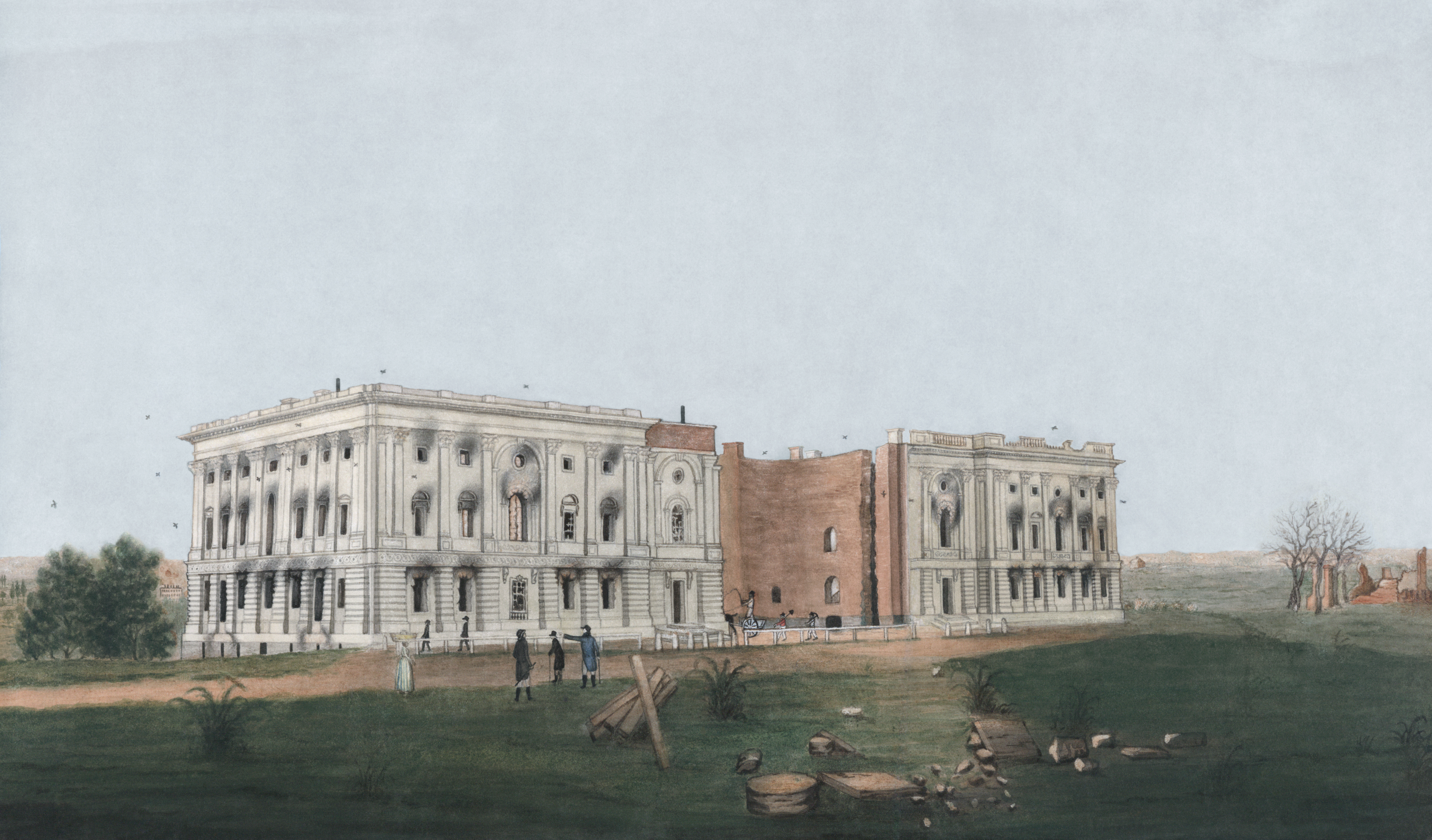
Недостроенный Капитолий после сожжения Вашингтона

Британские войска повернули на северо-запад вверх по Пенсильвания Авеню в направлении Белого дома. После того как правительство США бежало, первая леди Долли Мэдисон осталась, чтобы руководить рабами и прислугой при спасении ценностей от наступающих британцев. Её роль в событиях увеличила её популярность, хотя её и приукрасили газеты.
Личный слуга Джеймса Мэдисона, пятнадцатилетний раб Пол Дженнингс, был очевидцем событий. После выкупа своей свободы у вдовы Мэдисона он опубликовал свои воспоминания в 1865 году:
В печати неоднократно отмечалось, что во время побега мистера Мэдисона из Белого Дома она вырезала из рамы большой портрет Вашингтона (теперь он находится в одной из гостиных) и унесла его. У неё не было времени, чтобы снять его. Для этого потребовалась бы лестница. В своем ридикюле она унесла лишь немного серебра, так как думали, что англичане уже в нескольких кварталах, и их появления ожидали в любой момент.
Дженнингс рассказал, кем были люди, спасавшие картины и вещи:
Джон Сьюз [Jean-Pierre Sioussat] (француз, дворецкий, всё ещё жив) и Маграу [МакГроу], садовник президента, сняли портрет и отправили его на фургоне, где уже лежали какие-то большие серебряные вазы и другие спешно вынесенные вещи. Когда англичане пришли, они съели ужин, выпили вина, &c., всё, что я приготовил для президентского приёма.
Солдаты подожгли дом президента и ночью подбрасывали топливо в огонь, чтобы быть уверенными, что пожар будет продолжаться и на следующий день. По сообщениям, дым виден был из Балтимора и с берегов реки Патаксент.
В 2009 году президент Барак Обама провел церемонию в Белом доме в честь Дженнингса как представителя рабов, внесших вклад в спасение полотна Гилберта Стюарта и прочих ценностей. «Дюжина потомков Дженнингса прибыла в Вашингтон, чтобы посетить Белый дом. В течение нескольких драгоценных минут они могли лицезреть картины, которые их предок помог спасти». В интервью NPR прапраправнук Дженнингса, Хью Александр, сказал: «Мы сделали семейное фото на фоне картины, что стало для меня ярчайшим моментом». Он подтвердил, что Дженнингс впоследствии получил свободу от вдовы Долли Мэдисон.

## Прочая собственность в Вашингтоне

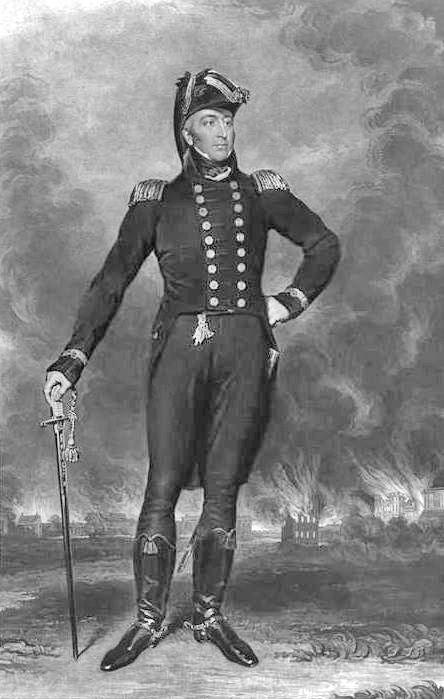
Контр-адмирал Джордж Кобёрн на фоне горящего Вашингтона

На следующий день после уничтожения Белого дома контр-адмирал Кобёрн вошёл в редакцию вашингтонской газеты «Нэшнл Интеллидженсер», намереваясь сжечь её дотла, поскольку она распространяла о нём негативные отзывы, называя его «головорезом». Однако несколько женщин убедили его не делать этого, так как они опасались, что огонь распространится на их дома, расположенные по соседству. Тогда вместо этого он приказал своим солдатам разобрать здание по кирпичу и уничтожить все типографские знаки «C» (первая буква фамилии Cockburn), «чтобы у негодяев больше не было возможности поносить мое имя».
Англичане сожгли также Казначейство США и другие общественные здания. Первое Патентное ведомство США было спасено благодаря усилиям Уильяма Торнтона, бывшего архитектора Капитолия и руководителя Патентного ведомства, который пошёл на сотрудничество с британцами, чтобы спасти его. «Когда рассеялся дым ужасного нашествия, Патентное ведомство было единственным государственным учреждением… оставшимся нетронутым» в Вашингтоне.
Сами американцы сожгли большую часть исторической Вашингтонской военно-морской верфи, основанной Томасом Джефферсоном, чтобы предотвратить захват складов амуниции, а также 44-пушечный фрегат USS Columbia и 18-пушечный USS Argus, причем оба строящихся судна были почти закончены. Ворота Лэтроуба, Казарма A и Казарма B стали единственными зданиями, избежавшими разрушения. Англичане также пощадили казармы Морской пехоты и Комендантский дом, что, согласно легенде, англичане сделали в знак уважения к американской морской пехоте за её поведение во время битвы у Бладенсберга.
После полудня 25 августа генерал Росс отправил две сотни своих людей для охраны форта на Глинлифс Пойнт.
Форт, позже известный как Форт МакНеир, к тому времени уже был разрушен американцами, однако там оставалось 150 бочонков пороха. Во время того, как британцы пытались уничтожить его, сбрасывая бочонки в колодец, порох воспламенился. От взрыва погибло по меньшей мере тридцать человек, многие были искалечены.
Менее чем за сутки после начала атаки сильная гроза с ливнями погасила большинство пожаров. К тому же через центр столицы прошёл торнадо, подхвативший в воздух две пушки и швырнувший их на несколько ярдов, убив при этом несколько британских солдат и жителей города. Буря принудила британцев вернуться на свои корабли, многие из которых были серьёзно повреждены. В итоге оккупация Вашингтона продлилась всего 26 часов. Королевский флот сообщил о потере в бою одного человека убитым и шестерых ранеными, из которых погибший и трое раненых были из Колониальной морской пехоты.
Отдельный британский отряд захватил Александрию, расположенную на южном берегу Потомака, несмотря на то, что войска Росса оставили Вашингтон. Мэр Александрии заключил сделку с британцами, и те воздержались от сожжения города.
Президент Мэдисон вернулся в Вашингтон 1 сентября и в тот же день выпустил воззвание, призывая жителей встать на защиту округа Колумбия. Конгресс вернулся и собрался на специальную сессию 19 сентября. Из-за разрушения Капитолия и других общественных зданий конгрессменам пришлось первоначально собираться в здании почты и в Патентном Ведомстве.

## Последствия
В сентябре 1814 года президент Мэдисон вынудил Джона Армстронга уйти в отставку с должности Военного министра США.
Большинство американских современников, включая газеты, представляющие настроенных против войны федералистов, осудили разрушение общественных зданий и излишний вандализм. Многие представители британской общественности были потрясены сожжением Капитолия и других строений Вашингтона. Подобные действия были осуждены большинством лидеров континентальной Европы. Согласно «Ежегодному журналу», за сожжением «…последовало тяжелое порицание британского нрава», с которым многие члены Парламента, включая оппозиционера Сэмюэля Уитбреда, присоединились к критике.
Среди британцев преобладало мнение, что сожжение стало обоснованным следствием разорения, устроенного американской армией в ходе вторжения в Канаду. К тому же они ссылались на то, что Соединённые Штаты выступили как агрессор, объявили войну и начали её. Некоторые комментаторы рассматривали причиненный Вашингтону ущерб просто как месть американцам за разрушение здания парламента и других общественных учреждений Йорка, столицы провинции Верхняя Канада, ранее в 1813 году. Сэр Джордж Превост писал, что, «как справедливое возмездие, гордая столица — Вашингтон испытал подобную судьбу». Преподобный Джон Стрейчен, который в качестве пастора Йорка стал свидетелем действий американцев, писал Джефферсону, что повреждения Вашингтона «были малой платой после отказа от возмещения ущерба за поджоги и грабежи, не только общественной, но и частной собственности, совершённые ими в Канаде».
В конечном итоге после возвращения британских войск на Бермуды в их руках оказались два портрета — короля Георга III и его жены, королевы Шарлотты Софии, которые были обнаружены в одном из зданий. С тех пор они выставлены в парламенте Бермудских островов.

## Восстановление

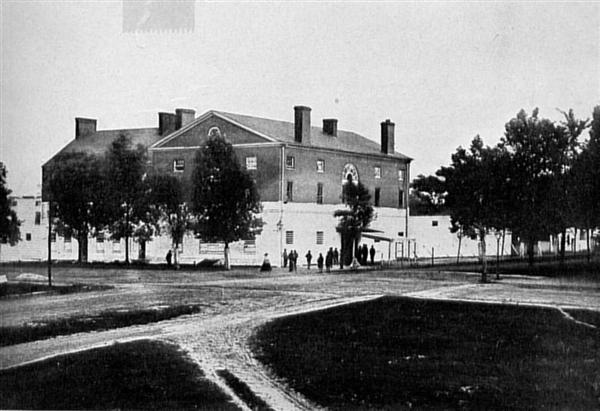
Старый Кирпичный Капитолий, использовавшийся в качестве тюрьмы во время Гражданской войны

Толстые стены Белого дома и Капитолия уцелели, хотя были опалены и закопчены. В Конгрессе развернулось широкое движение за перенос столицы нации севернее линии Мэйсона — Диксона, лоббируемое многими конгрессменами из северных штатов. Филадельфия была готова стать временным пристанищем правительства, как и Джорджтаун, где мэр Томас Коркоран предложил использовать колледж Джорджтауна как временный приют для Конгресса. В конце концов законопроект о переносе столицы потерпел поражение в Конгрессе, и Вашингтон остался резиденцией правительства.
Опасаясь, что возможно давление за перенос столицы, вашингтонские бизнесмены профинансировали возведение Старого Кирпичного Капитолия, где и собирался Конгресс во время реконструкции Капитолия с 1815 по 1819 годы. Оставшуюся часть президентского срока Мэдисон проживал в Восьмиугольном доме. К реконструкции Белого дома приступили в начале 1815 года и закончили её к инаугурации президента Джеймса Монро в 1817 году.